# Tratado Webster-Ashburton

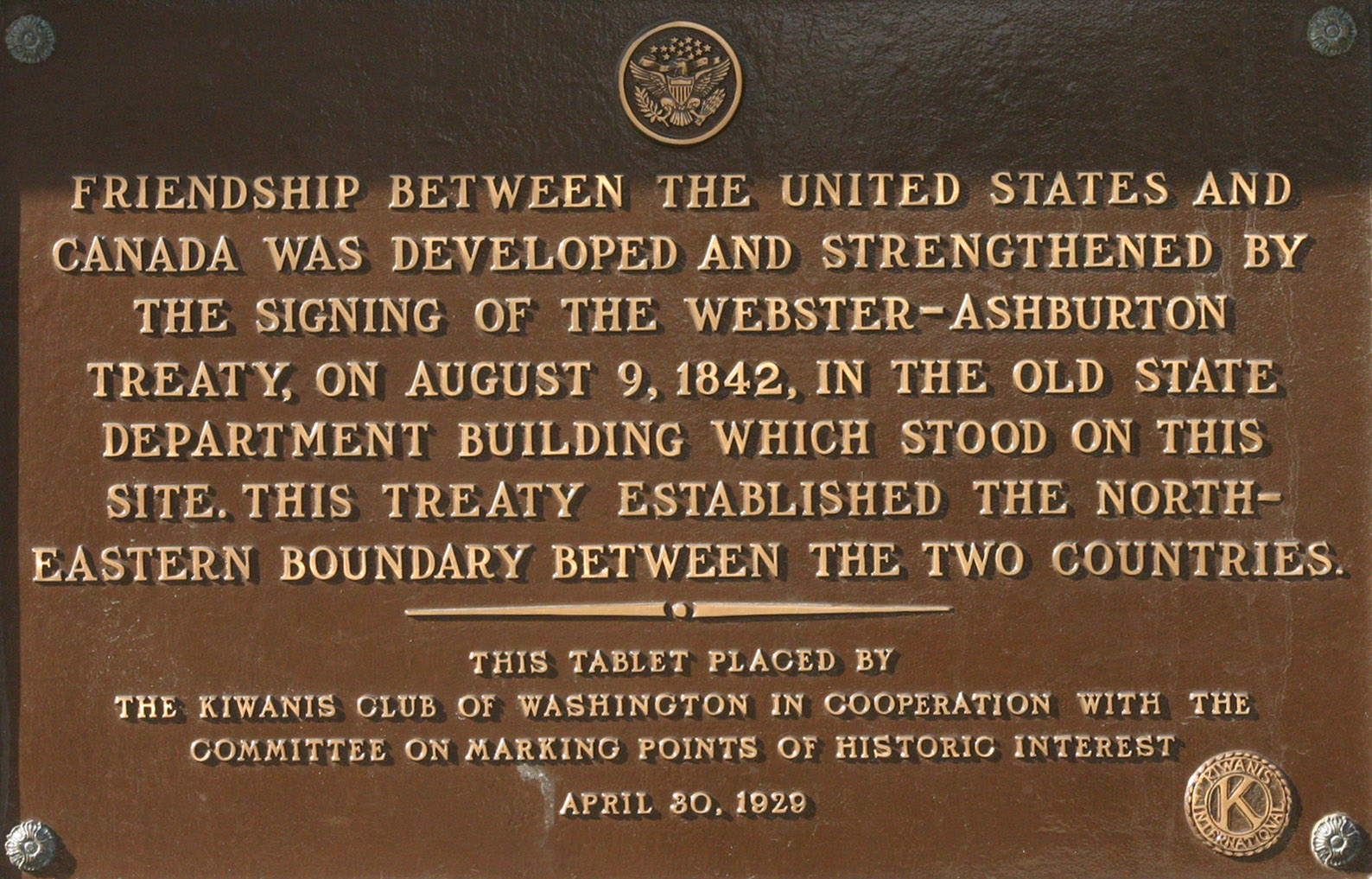
Placa comemorativa do Tratado Webster.Ashburton

O Tratado Webster-Ashburton, assinado em 9 de agosto de 1842, é um tratado que resolveu vários problemas de limites entre os Estados Unidos e a colónia britânica do Canadá, mais especificamente entre o estado do Maine e a região de Nova Brunswick. 
O tratado determinou os pormenores da fronteira entre o Lago Superior e o Lago dos Bosques (Lake of the Woods), originalmente definida pelo Tratado de Versalhes (1783); confirmou a localização da fronteira pelo paralelo 49 N na fronteira oeste até às Montanhas Rochosas, originalmente definida pelo Tratado de 1818; o tratado estabelecia o fim do comércio de escravos em alto-mar, tema que ambos os países signatários se comprometeram a fazer cumprir; e acordava as condições para o uso partilhado dos Grandes Lagos.
O tratado foi assinado pelo Secretário de Estado dos Estados Unidos Sr. Daniel Webster e pelo Conselheiro Privado do Reino Unido da Grã-Bretanha e Irlanda, Alexander Baring, 1.º Barão Ashburton. 
O tratado colocou fim à guerra de Aroostook, um conflito oficioso que se desenrolou ao longo da fronteira entre o Maine e Nova Brunswick, e resolveu os problemas que tinham levado à questão da Carolina e ao conflito da República de Indian Stream. A fronteira foi fixada de modo a repartir as terras disputadas entre os dois países. Os britânicos ficaram com a estrada Halifax e Quebeque, que desejavam. O caso do Creole (navio negreiro americano, do qual os escravos revoltados foram libertados pela justiça inglesa das Bahamas) foi negligenciado pelos dois países.
A fim de tornar o tratado mais popular junto dos cidadãos norte-americanos, Webster tornou público um mapa da fronteira entre Maine e Canadá, que afirmou ser desenhado por Benjamin Franklin. A maior parte dos historiadores contemporâneos afirma que se trata de uma falsificação.